# Pueblo Nuevo, Alfajayucan
Pueblo Nuevo är en ort i Mexiko.   Den ligger i kommunen Alfajayucan och delstaten Hidalgo, i den sydöstra delen av landet, 110 km norr om huvudstaden Mexico City. Pueblo Nuevo ligger 1 909 meter över havet och antalet invånare är 178.
Terrängen runt Pueblo Nuevo är kuperad åt sydost, men åt nordväst är den platt. Runt Pueblo Nuevo är det ganska glesbefolkat, med 31 invånare per kvadratkilometer. Närmaste större samhälle är Alfajayucan, 2,6 km norr om Pueblo Nuevo. Omgivningarna runt Pueblo Nuevo är en mosaik av jordbruksmark och naturlig växtlighet.